# ポヴィラス・ミクルスキス
ポヴィラス・ミクルスキス（Povilas Mikulskis、1897年 - 1927年12月13日）は、リトアニアの政治家。タウラゲ蜂起を指揮したことで知られる。

## 経歴
1897年、タウラゲ地区のパカルチェメに生まれる。カルティネナイ初等学校を卒業。1918年からリトアニア社会民主党の党員。
1920年から1922年まで、兵役。1927年、ギムナジウムを卒業。鉄道関係の労働者が所属する労働組合にて勤務した。
1924年から1927年まで、カウナス市議会議員。1926年、セイマス（国会）議員に当選。
1927年9月9日、タウラゲ蜂起を指揮し、翌日、警察によって銃殺された。